# Janiki Małe
Janiki Małe (prononcé en polonais [ jaˈniki ˈmawɛ] ; en allemand Klein Hanswalde) est un village de la gmina de Zalewo dans le powiat d'Iława, dans la voïvodie de Varmie-Mazurie, dans le nord de la Pologne. 